# Wang Chen-yu
Wang Chen-yu (chinesisch: 王晨佑; * 12. Dezember 1999) ist ein taiwanischer Leichtathlet, der sich auf den Zehnkampf spezialisiert hat.

## Sportliche Laufbahn
Erste internationale Erfahrung sammelte Wang Chen-yu im Jahr 2016, als er bei den Juniorenasienmeisterschaften in Ho-Chi-Minh-Stadt mit 6624 Punkten die Silbermedaille im Zehnkampf gewann. Zwei Jahre später siegte er mit 7200 Punkten bei den Juniorenasienmeisterschaften in Gifu und 2023 musste er bei den World University Games in Chengdu seinen Wettkampf vorzeitig beenden, wie auch bei den Asienspielen in Hangzhou. 2025 belegte er bei den Asienmeisterschaften in Gumi mit 7546 Punkten den vierten Platz.
In den Jahren 2018, 2022 und 2024 wurde Wang taiwanischer Meister im Zehnkampf.

## Persönliche Bestleistungen
- Zehnkampf: 7546 Punkte, 28. Mai 2025 in Gumi